# Сан Патернијано (Анкона)
Сан Патернијано (итал. San Paterniano) насеље је у Италији у округу Анкона, региону Марке.
Према процени из 2011. у насељу је живело 438 становника. Насеље се налази на надморској висини од 219 м.